# Collège Cévenol
Pour les articles homonymes, voir Cévenol.
Le collège Cévenol, également dénommé collège-lycée Cévenol international, était un établissement privé sous contrat d’association situé au Chambon-sur-Lignon (Haute-Loire).
Le collège Cévenol est aujourd'hui une marque déposée par l'Association des anciens et amis du Collège Cévenol (AACC) dont l'objectif est de protéger la mémoire de cet établissement d'enseignement privé fondé par des protestants en 1938. Après 76 ans d'existence, il a fermé définitivement ses portes en juillet 2014, conséquence de l'assassinat d'Agnès Marin qui y avait eu lieu en 2011.

## Histoire

### L’école nouvelle Cévenole
C’est en 1938 que, pour la première fois, le pasteur André Trocmé évoque la création d’un collège secondaire au Chambon-sur-Lignon dans la Haute-Loire au cours d’un synode régional de l’Église réformée, à Montbuzat (Araules) les 23 et 24 mai. Dès sa conception initiale, le projet s’appuie sur quelques fondamentaux : lutter contre l’exode rural et le dépérissement du Chambon, permettre aux enfants des paroisses protestantes du Plateau de faire de bonnes études secondaires, expérimenter de nouvelles voies pédagogiques (mixité, internationalisme, non-violence et liberté) dont les écoles publiques pourraient profiter, fonder un établissement où des élèves et des enseignants de pays divers se rencontreraient et apprendraient à se connaître. Avec le soutien du directeur de l'établissement Édouard Theis, lui aussi pasteur, la première rentrée a lieu en septembre 1938 avec quatre professeurs et dix-huit élèves dans une salle annexe du temple.

### L’accueil des réfugiés
En 1941, Le Chambon semble relativement protégé sur sa montagne. De nombreuses institutions s’emploient à faire sortir les enfants des camps de réfugiés espagnols du midi de la France. Pour les accueillir, une première pension d’enfants réfugiés, les Grillons, est ouverte à l’initiative du pasteur André Trocmé. Puis s’ouvrent la Maison des Roches (Fonds européen de secours aux étudiants), la Guespy et Faïdoli (Secours suisse aux enfants) et le Côteau-Fleuri (Cimade). D’autres réfugiés suivent bientôt, et notamment de nombreux enfants juifs qui y sont cachés et protégés avec les autres. André et Magda Trocmé, Édouard et Mildred Théis (tous professeurs ou directeurs du collège), Roland Leenhardt (futur directeur alors pasteur à Tence), seront consacrés bien plus tard « Juste parmi les nations ». Le nombre d’élèves passe ainsi de 40 en 1939 à 150 en 1940, 250 en 1941, 300 en 1942, 350 en 1943.

### La construction du collège
En 1945 est créée l’Association du collège Cévenol. À l’initiative de Carl et Florence Sangree est parallèlement fondée aux États-Unis l’association des Amis américains du collège Cévenol dont les fonds contribueront grandement à la création du site définitif du collège. En 1946, la ferme de Luquet est acquise avec ses terrains. Sur le modèle des camps du service civil international, des camps de travail de jeunes s’y installent chaque été. Ils bâtissent les premières « baraques » de l’internat, chalets préfabriqués démontés et offerts par la Suède. En 1951 et 1952, ils effectuent les travaux de terrassement du futur bâtiment scolaire, le Batisco, inauguré à la Pentecôte 1953. À l’été 56, ils sont encore très nombreux à bâtir le stade, quasiment à la main et dans des conditions de vie toujours très modestes. En 1957 sont bâtis les ateliers pour l’enseignement scientifique, technique et artistique. À la Pentecôte 1959, l’internat des filles, le Milflor, est inauguré à son tour.

### Une pédagogie de la non-violence
Porté par des idéaux de paix et de non-violence, le collège Cévenol est bien différent des autres. Mixte trente ou quarante ans avant beaucoup d’autres, il a également pour caractéristique de n’avoir ni portes, ni murs, ni grilles. Les élèves sont invités à se responsabiliser eux-mêmes. La disponibilité et la motivation des professeurs et du personnel permettent un dialogue constant, en cours, mais aussi en activités extra-scolaires. Conseil d’élèves, journal interne, radio locale, foyer, sont mis en place bien avant les revendications lycéennes de 1968. Le débat politique interne est sollicité et d’éminentes personnalités viennent y enseigner ou y conférer : Paul Ricœur, Lanza del Vasto, etc.

« C’est ainsi que j’enseignai la philosophie au collège Cévenol qui avait abrité tant d’enfants juifs et qui restait marqué par les idéaux internationalistes et pacifistes de ses fondateurs. Ainsi se trouva relancé pour longtemps mon vieux débat intérieur concernant « l’homme non violent et sa présence dans l’histoire » — débat dont l’origine remontait aux découvertes que j’avais faites comme enfant concernant les injustices et les mensonges de la Première Guerre mondiale. Mon enseignement au collège Cévenol s’étendit de 1945 à 1948… L’achèvement de mes deux thèses au printemps 1948 annonça notre départ du Chambon-sur-Lignon. J’y avais beaucoup travaillé en dépit de la modestie des moyens de recherche ; nous avions partagé l’existence simple d’une communauté fraternelle. »

— Paul Ricœur.
Le collège Cévenol était membre du réseau des écoles associées de l'Unesco, laboratoire pédagogique au service de la paix et du développement durable.
Le collège Cévenol était également membre de la Coordination pour l'éducation à la non-violence et à la paix.

### Le contrat avec l’État
En 1971, l’établissement passe sous contrat d’association avec l’État. Sa situation financière ne lui permet plus d’assumer sa situation. Il perd alors ses classes de sixième-cinquième et un peu de son indépendance pédagogique. Il conserve néanmoins son caractère propre et surtout retrouve ses effectifs. De 350 en 1971, il passe vite à 500 et se maintient à ce niveau jusqu’au début des années 1990. Son mode de gouvernance associatif n’en génère pas moins et toujours des tensions entre direction et administrateurs. La situation se dégrade à nouveau et en 1997, le collège est en cessation de paiement. Par la suite, il se rétablit doucement ; l’hémorragie des effectifs reprend cependant : de 500 à la grande époque, le nombre d'élèves ne s’élève plus qu’à 160. Malgré le petit nombre d’élèves par classe, le taux de réussite aux examens est faible. En février 2010 le collège était passé à deux doigts de la cessation de paiement. Néanmoins, le conseil d’administration pense en septembre 2010 pouvoir faire de l’établissement un « internat d’excellence ».

### L'affaire Agnès Marin
Le 16 novembre 2011, Agnès Marin, une interne du collège, est violée puis assassinée par un des élèves du même établissement, Matthieu M. La mort d’Agnès met sous le feu des critiques le collège et son directeur Philippe Bauwens qui, après avoir nié connaître le passé de violeur du meurtrier, a fini par admettre être au courant,.

### Liquidation judiciaire et disparition
Ses effectifs n'ayant cessé de baisser pendant les 20 dernières années, le meurtre d’Agnès Marin porte le coup de grâce à l'établissement déjà en proie à des difficultés de trésorerie. Le 30 avril 2013, le collège Cévenol est placé en redressement judiciaire. Le plan de redressement présenté alors par le conseil d'administration permet la poursuite de l'activité, mais comme le nombre d’élèves est devenu inférieur au seuil minimum fixé, la décision est prise de fermer l’établissement à l'issue de l’année scolaire 2013-2014. La fermeture intervient le vendredi 11 juillet 2014, après 76 années d'existence.

### Projet de réhabilitation
En avril 2015, le tribunal de grande instance du Puy-en-Velay valide un projet de réhabilitation du collège Cévenol pour le transformer en centre culturel franco-chinois. Ce projet, présenté par les Chinois Lei Fan Siyin et Fan Zhe, et fortement soutenu par Éliane Wauquiez, maire du Chambon-sur-Lignon, est annoncé avec une promesse d'importants travaux chiffrés à 10 000 000 €. La nouvelle structure, rebaptisée « parc international franco-chinois », se donne pour missions de développer les échanges culturels entre la population locale et la Chine : accueil d'artistes chinois en villégiature en Auvergne, séjours touristiques de familles chinoises, séminaires/conférences sur la Chine, cours de chinois, formation de cadres français en partance pour la Chine pour préparer un voyage d'affaires ou une future expatriation en Chine, création d'un jardin à la chinoise, etc. Les premiers résidents chinois, artistes et familles, devaient prendre leurs quartiers d'été courant août 2015. Une présentation du nouveau projet à la presse est organisée au Puy-en-Velay.
Mais début 2020, la pandémie de Covid-19 empêche les propriétaires chinois de revenir sur place. Sans présence humaine pendant près de deux ans, le site est alors squatté et saccagé avec des dégâts qui se chiffrent à plusieurs centaines de milliers d’euros,.
Une partie de l'ancien collège abrite depuis la rentrée 2018 une école primaire privée protestante utilisant la méthode Montessori ,

## L’international
Trente nationalités différentes en moyenne cohabitaient sur le campus[réf. souhaitée]. L’éducation à la rencontre de l’autre était l'un des fondements du collège Cévenol. Des relations suivies et appariements existaient avec les établissements suivants :
- Liceo Valdese de Torre Pellice (Italie, école associée à l'UNESCO)
- Concord Academy (États-Unis)
- Lycée Edmond-Maurice-Edmond de Rothschild (Tel Aviv, Israël)
- Instituto de Enseñanza Secundaria El Palmeral (Vera, Espagne)
- Lycée de langue (Hradec Králové, Tchéquie)

## L’Association unifiée du collège Cévenol
C’était depuis la fondation une association qui gérait l’établissement. Propriétaire du domaine (14 hectares) durant les années qui ont précédé la fermeture, l’Association unifiée du collège Cévenol associait tous les bénévoles qui contribuaient encore à maintenir en vie l’intention initiale. Son conseil d’administration, présidé par André Gast, était notamment constitué de membres de droit tels que la Fédération protestante de France, le Mouvement international de la Réconciliation, l’Église réformée du Chambon, les Amis américains, l’Association des anciens.
En février 2013, sous l'impulsion de l'association des anciens, le principe d'une refondation du Collège Cévenol sur la base de ses fondamentaux était adoptée. L'ambition d'une « éducation à la paix » était réaffirmée. Elle intégrait dans son projet l'éducation à la non-violence et l'éducation au développement durable, en partenariat avec la Coordination pour l'éducation à la non-violence et à la paix et l’Unesco. Deux ressources complémentaires s'y greffaient : le sport et l'art. Des sections sport-études (tennis, foot, golf, rugby, judo, équitation, BMX) avaient été montées en partenariat avec les établissements scolaires du secteur et les instances sportives. De même pour les disciplines artistiques, avec l'appui de l'association locale Art et Sens.

## Quelques anciens élèves et professeurs
- Dominique Abel (1962), cinéaste française et écrivain
- Christophe Allwright (1955), comédien et auteur
- Kate Barry (1967-2013), photographe
- Guy Bechtel (1931)
- Pierre Bénichou (1938-2020), journaliste de presse, radio et télévision
- Robert Benoît (1943), acteur et metteur en scène
- Émile Blessig (1947), homme politique
- Gérard Bollon, (1944) enseignant et documentaliste
- Jean-François Boulagnon, enseignant, pédagogue
- Stéphane Courtois (1947), historien
- Paul Dopff (1948-), cinéaste
- Elizabeth Fox-Genovese (en) (1941-2007), historienne américaine
- Alexandre Grothendieck (1928-2014), mathématicien, médaille Fields 1966
- John Woodland Hastings (en) (1927-2014), biologiste américain
- Jean Hatzfeld (1949), journaliste, écrivain
- Otto Hahn (1928-1996), critique d'art et essayiste
- Guy Lagache (1966), journaliste de télévision
- Madjid Khaladj (1962), musicien
- Valérie Lang (1966-2013), comédienne
- Henri Lindegaard (1925-1996), pasteur, artiste, poète
- Daniel Lys (1926-2014), professeur de philosophie, pasteur
- Jean Mascolo (1947), réalisateur
- Franck Pavloff (1940), écrivain
- Pierre Péchin (1947-2018), humoriste
- Olivier Philip (1925-2013), préfet
- Loïc Philip (1932), professeur émérite de droit
- Paul Ricœur (1913-2005), enseignant et philosophe
- Gilles Roussi (1947), artiste
- Jérôme Savary (1942-2013), metteur en scène, comédien, dramaturge
- Richard Seaver (en) (1926-2009) , éditeur
- Delphine Seyrig (1932-1990), actrice de cinéma
- Sylvain Sorgato (1965), artiste, régisseur et commissaire d'expositions
- Robert Storr (en) (1949), conservateur, critique et peintre
- Élizabeth Teissier (1938), astrologue, journaliste, écrivain
- André Trocmé (1901-1971), pasteur, président et fondateur du Collège Cévenol, Juste parmi les nations
- Georges Vajda (1908-1981), enseignant
- Christian Zuber (1930-2005), journaliste et écrivain
- Mattia Torre (1972-2019), scénariste, dramaturge et metteur en scène italien
- Agnès Marin (1997-2011), Assassinée brutalement par un de ses camarades.

## Association des anciens élèves, enseignants, salariés et amis du collège Cévenol
L'association des Anciens et Amis du Collège Cévenol (AACC) est actuellement présidée par Francis Deval (ancien élève 1969-1976), assisté de Laurent Pasteur (ancien élève 1967-1969), vice-président.
La Maison Jim BEAN
L'AACC dispose de la maison Jim BEAN qui fait face à l'ancien campus et qui constitue, aujourd'hui, un lieu de mémoire et d'accueil des anciens et des amis. De nombreuses objets (mobilier "historique" fabriqué dans la menuiserie du Collège Cévenol; instruments pédagogiques; œuvres réalisées par les élèves) et des milliers de documents sont proposés aux visiteurs au rez-de-chaussée de la maison et à l'étage le logement est disponible pour ceux qui souhaitent s'y retrouver.
L'AACC rassemble plusieurs centaines de personnes et organise une rencontre qui réunit des centaines d’anciens élèves, enseignants, personnels et parents tous les cinq ans au collège à la Pentecôte.
Pentecôte 2019
L'AACC prépare, du vendredi 7 au lundi 10 juin 2019, un grand rassemblement à l'occasion du 80e anniversaire de la création de l'École Nouvelle Cévenole, devenue ensuite le Collège Cévenol.

Aux États-Unis, The American Friends of Collège Cévenol regroupe des anciens élèves et lève des fonds pour financer la scolarisation d'élèves, l'organisation de camps d'été et l'entretien de l'école.

## Ouvrages de référence
- Édouard Théis, 30 ans d’histoire du collège Cévenol, collège Cévenol, 1968.
- Histoires des débuts du collège Cévenol, Fondation André Trocmé, 1975.
- Olivier Hatzfeld, Le collège Cévenol a cinquante ans : petite histoire d'une grande aventure, collège Cévenol, 1989.
- Jeanne Merle d'Aubigné, Violette Mouchon, Émile C. Fabre, Les clandestins de Dieu : Cimade 1939-1945, Genève, Labor et Fides, 2019, 224 p. (ISBN 978-2-8309-0588-5).
- Philippe Merlant, « Oasis ou Campus : Le collège protestant de Chambon-sur-Lignon », Revue Autrement, no 42,‎ 1982.
- Roger Darcissac, « Témoignage sur les débuts du Collège Cévenol », Cahiers de la Haute-Loire, Le Puy-en-Velay, Cahiers de la Haute-Loire,‎ 1981 (lire en ligne)
- France Culture, Histoires de Lieux: été 2019, épisode 8: Le collège Cévenol du Chambon-Sur-Lignon. Production déléguée  Alain Lewkowicz, Réalisation, Rafik Zénine, Coordination Christine Bernard.